# Junge Europaregion Tirol
Die Junge Europaregion Tirol ist eine Plattform der Jugendorganisationen aus der Europaregion Tirol, die sich zum Ziel gesetzt hat, junge Menschen der drei Tiroler Landesteile für das Projekt Europaregion zu begeistern.
Der Junge Europaregion Tirol gehören die politischen Jugendorganisationen Junge Volkspartei Tirol (Tirol), die Junge Generation (Südtirol) und der Movimento Giovanile del PATT (Trentino) an. Diese sind die Jugendorganisationen der jeweiligen Regierungsparteien der drei Länder und zwar der Österreichischen Volkspartei (ÖVP), der Südtiroler Volkspartei (SVP) und dem Partito Autonomista Trentino Tirolese (PATT).
Die Junge Europaregion wurde am 2. April 2011 in Mösern bei Telfs in Tirol im Beisein des Südtiroler Landeshauptmann-Stellvertreter Hans Berger, der Tiroler Jugendlandesrätin Patrizia Zoller-Frischauf und dem Trentiner Kulturlandesrat Franco Panizza gegründet.